# 章圭瑑
章圭瑑（?—?），江西省嘉定縣人，清朝政治人物、進士出身。
光緒三十年，會試第129名；殿試登進士三甲第89名，后授以主事分部學習。后送往日本法政大學速成科第五班。